# Otto Carius
Otto Carius, nemški častnik, pisatelj in tankovski as, * 27. maj 1922, Zweibrucken, Porenje - Pfalška, † 24. januar 2015, Herschweiler-Pettersheim, Nemčija.
Rezervni poročnik Carius je bil eden najuspešnejših nemških tankovskih asov druge svetovne vojne.

## Odlikovanja
- 1939 železni križec II. razreda
- 1939 železni križec I. razreda
- viteški križ železnega križa (4. maj 1944)
- viteški križ železnega križa s hrastovimi listi (535., 27. julij 1944)
- Panzerkampf-Abzeichen Sonderstufe (100) (26. april 1944)
- Verwundetenabzeichen v zlatu